# Patelloa pluriseriata
Patelloa pluriseriata är en tvåvingeart som först beskrevs av Aldrich och Herbert John Webber 1924.  Patelloa pluriseriata ingår i släktet Patelloa och familjen parasitflugor. Inga underarter finns listade i Catalogue of Life.